# Bedgebury Park Woods
Bedgebury Park Woods är en skog i Storbritannien.   Den ligger i riksdelen England, i den sydöstra delen av landet, 60 km sydost om huvudstaden London.